# Balance d'Eötvös
Pour les articles homonymes, voir balance.
La balance de torsion d'Eötvös, inventée par Loránd Eötvös en 1888, est un appareil de physique destiné à tester le principe d'équivalence : la masse inerte et la masse gravitationnelle sont toujours proportionnelles, donc identiques en choisissant la même unité. Einstein en fera le principe de base de sa théorie de la relativité générale. Les résultats de mesure de la balance d'Eötvös sont généralement exprimés en eotvos, une unité de gradient d'accélération.
Le principe est vérifié avec une précision de 10–9.

## Description

Dispositif expérimental d'origine.

Une tige légère de 40 cm porte à chaque extrémité une boule d'environ 30 g. Elle est suspendue en son milieu par un fil de platine très mince d'environ 60 cm. Si les verticales passant par les centres de gravité des boules sont bien parallèles et dans le même plan que celui de la tige et du fil, alors la tige ne tourne pas, mais si les deux verticales ne sont pas dans le même plan, alors le fil se tord et un équilibre s'établit.

## Pour approfondir